# Achille Schelstraete
Achiel Edward Carolus Schelstraete (ur. 31 stycznia 1897 w Brugii, zm. 4 grudnia 1937 w Ieper) – belgijski piłkarz grający na pozycji pomocnika. Był reprezentantem Belgii.

## Kariera klubowa
Swoją karierę piłkarską Schelstraete rozpoczął w klubie CS Brugeois, w którym w 1913 roku zadebiutował w pierwszej lidze belgijskiej i grał w nim do 1924 roku. W latach 1924–1927 występował w Courtrai Sports.

## Kariera reprezentacyjna
W reprezentacji Belgii Schelstraete zadebiutował 4 lutego 1923 roku w wygranym 1:0 towarzyskim meczu z Hiszpanią, rozegranym w Antwerpii. W 1924 roku był w kadrze Belgii na Igrzyska Olimpijskie w Paryżu. Od 1923 do 1924 roku rozegrał 7 meczów i strzelił 1 gola w kadrze narodowej.